# Euchlaena effecta
Euchlaena effecta är en fjärilsart som beskrevs av Walker 1860. Euchlaena effecta ingår i släktet Euchlaena och familjen mätare. Inga underarter finns listade i Catalogue of Life.